# Trận Pea Ridge
Trận Pea Ridge (hay còn có tên Elkhorn Tavern) là một trận chiến trong Nội chiến Hoa Kỳ, diễn ra trong các ngày 6–8 tháng 3 năm 1862 tại Pea Ridge ở tây bắc Arkansas, gần Garfield. Quân miền Bắc của chuẩn tướng Samuel R. Curtis xuất phát từ trung Missouri tiến xuống phía nam, đẩy lui các lực lượng miền Nam phải rút về tây bắc Arkansas. Thiếu tướng Earl Van Dorn của miền Nam đã cho củng cố lại lực lượng và tổ chức một cuộc phản công với hy vọng giành chiến thắng để giúp phe miền Nam tái chiếm lại miền bắc Arkansas và Missouri. Trận chiến kéo dài trong 2 ngày, Curtis đã trụ vững trước các đòn công kích của đối phương trong ngày thứ nhất và đến hôm sau thì đánh bật được quân của Van Dorn ra khỏi chiến trường. Với việc tàn binh miền Nam triệt thoái, quân miền Bắc đã đập tan kế hoạch tiến công Missouri của quân miền Nam. Kết quả này, là thắng lợi quyết định của quân đội miền Bắc, đã giúp khẳng định chắc chắn quyền kiểm soát bang Missouri và phần phía bắc bang Arkansas trong tay Liên bang miền Bắc. Do đó, chiến thắng của quân miền Bắc ở trận Pea Ridge được xem là sự chấm dứt cho cuộc chiến ở Missouri. Đây cũng là một trong số rất ít trận đánh của cuộc nội chiến mà phe miền Nam có quân số áp đảo so với địch thủ của họ.

## Bối cảnh
Cuối năm 1862 và đầu năm 1862, quân đội miền Bắc tại Missouri đã đánh đuổi được đội Vệ binh Missouri do Thiếu tướng Sterling Price chỉ huy ra khỏi tiểu bang này. Vào năm 1862, Chuẩn tướng miền Bắc là Samuel R. Curtis quyết định kéo Binh đoàn Tây Nam của ông đi truy kích quân miền Nam về Arkansas.
Curtis mang khoảng 10.250 quân miền Bắc và 50 khẩu hỏa pháo tới quận Benton, Arkansas, dọc theo một dòng suối nhỏ tên là Sugar Creek.